# (7913) Parfenov
(7913) Parfenov est un astéroïde de la ceinture principale.

## Description
(7913) Parfenov est un astéroïde de la ceinture principale. Il fut découvert le 9 octobre 1978 à Naoutchnyï par Lioudmila Jouravliova. Il présente une orbite caractérisée par un demi-grand axe de 2,89 UA, une excentricité de 0,07 et une inclinaison de 1,6° par rapport à l'écliptique.

## Compléments